# Refuge du Glacier Blanc

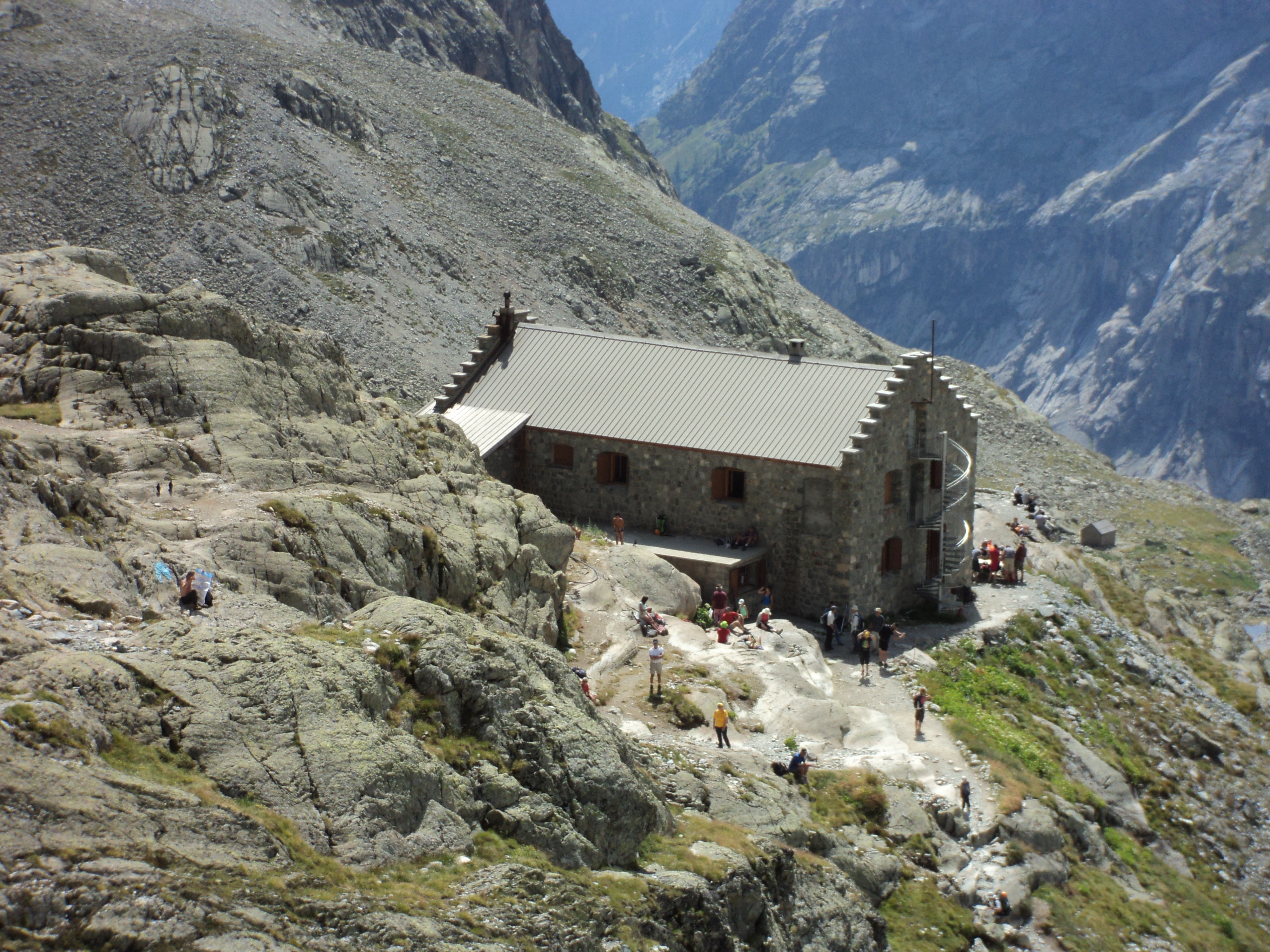
Widok ogólny

Refuge du Glacier Blanc (pol. schronisko Białego Lodowca) – górskie schronisko turystyczne w grupie górskiej Écrins w Alpach Delfinackich we Francji.

## Położenie
Schronisko leży na terenie gminy Pelvoux w departamencie Hautes-Alpes. Wznosi się na wysokości 2542 m n.p.m. na niewielkim wypłaszczeniu skalistego stoku na lewym (orograficznie) brzegu Białego Lodowca, nieco powyżej miejsca, w którym kończy się jego jęzor. Z otoczenia schroniska rozciągają się doskonałe widoki na północne stoki Mont Pelvoux, Pic Sans Nom oraz Ailefroide.
Schronisko znajduje się przy licznie uczęszczanym szlaku, wiodącym cały czas lewym brzegiem Białego Lodowca z Pré de Madame Carle (koniec drogi w dolinie Vallouise powyżej osiedla Ailefroide) do położonego wyżej schroniska Écrins, a następnie w kierunku szczytu Barre des Écrins.

## Historia
W 1862 r. brytyjski alpinista Francis Fox Tuckett z przewodnikami M. Crozem i P. Perrenem podjęli próbę (nieudaną) wejścia na niezdobytą do tej pory Pointe des Écrins (jak zwano wtedy Barre des Écrins). Zatrzymali się wówczas na odpoczynek w skalnej kolebie pod wywieszonym blokiem na lewym brzegu Białego Lodowca, powyżej lodowych zerw kończących jego jęzor. Alpiniści, którzy w następnych latach korzystali z tego schronienia, nazwali je nieco przewrotnie „Hotelem Tucketta” (fr. hôtel Tuckett).
W 1886 r. w pobliżu tego miejsca, na wysokości 2438 m n.p.m., wzniesione zostało pierwsze schronisko, dzisiaj określane jako Ancien Refuge Tuckett. Z czasem wyłączone z działalności, zostało niedawno odnowione i przekształcone w specyficzne muzeum, przedstawiające pieczołowicie zrekonstruowane wnętrza i wyposażenie pierwotnego schroniska.
Budowa nowego schroniska została podjęta w maju 1942 r. Postanowiono wznieść je nieco wyżej (2542 m n.p.m.), tuż u stóp skalistej buli w stoku opadającym spod Montagne des Agneaux. Prace budowlane i transportowe wykonywała głównie młodzież męska, skupiona w paramilitarnych oddziałach, zwanych Chantiers de la jeunesse française. Wszystkie materiały, z wyjątkiem kamieni i wody, były transportowane na plecach ludzkich z okolicy dzisiejszego Refuge Cézanne na Pré de Madame Carle. Wojna, która wkrótce dosięgła również marionetkową Francję Vichy, spowolniła, a następnie zatrzymała prace, które wznowiono dopiero po jej zakończeniu. Nowe schronisko oddano do użytku 29 sierpnia 1948 r.

## Stan aktualny
Obecnie schronisko jest w dalszym ciągu własnością sekcji Briançon Francuskiego Klubu Alpejskiego. Jest otwarte i strzeżone z reguły od połowy kwietnia do połowy września. Ma wówczas 132 miejsca noclegowe. Poza tym terminem dostępna jest część schroniska pełniąca rolę schronu zimowego dla 35 osób.